# Anisha Nagarajan
Anisha Nagarajan, geboren te Evanston (Illinois), is een Amerikaans televisie- en musicalactrice.

## Biografie
Anisha Nagarajan is een dochter van Nandu Nagarajan, een professor aan de Universiteit van Pittsburgh, en Geetha, die een aantal jaar in het psychiatrisch instituut van deze universiteit heeft gewerkt als ontwikkelingsspecialist en later met gehandicapten is gaan werken. Op driejarige leeftijd begon ze piano te spelen en drie jaar nadien nam ze haar eerste pianolessen in een joods gemeenschapshuis te Squirrel Hill.
Ze verhuisde met haar familie naar Fox Chapel en ging naar de Fox Chapel Area High School. Haar tweede jaar bracht ze door in India, nabij Bombay, waar ze naar een kostschool ging. In haar examenjaar speelde ze Reno Sweeney in de musical "Anything Goes". Hierna verhuisde ze naar New York om aan de universiteit aldaar te studeren. In haar tweede studiejaar kreeg ze de hoofdrol in de musical Bombay Dreams toebedeeld. Ze speelde verder in uitvoeringen van The Wiz en Rent.
In 2009 speelde ze een kleine gastrol in de televisieserie Ugly Betty. In 2010 werd ze gecast voor de rol van Madhuri, een verlegen verkoopster in een Indiaas callcenter, in de sitcom Outsourced. Ze verhuisde in juli 2010 naar Los Angeles, waar de afleveringen van deze serie werden opgenomen.

## Persoonlijk leven
Nagarajan trouwde in 2005 met Aalok Mehta, een musicalacteur die ze leerde kennen toen ze in Bombay Dreams speelde.

## Filmografie
- Hope and a Little Sugar (2006)
- The Trident (2007, korte film)
- Ugly Betty (2009, gastrol)
- Outsourced (2010-2011)